# Brake (Baixa Saxônia)
Brake é uma cidade da Alemanha localizada no distrito de Wesermarsch, estado da Baixa Saxônia.